# هینکلتاون (پنسیلوانیا)
هینکلتاون (به انگلیسی: Hinkletown) یک منطقهٔ مسکونی در ایالات متحده آمریکا است که در شهرستان لنکستر، پنسیلوانیا واقع شده‌است. هینکلتاون ۱۱۳٫۰۸ متر بالاتر از سطح دریا واقع شده‌است.